# Arquitetura vainakh
A arquitetura vainakh se refere ao estilo arquitetônico desenvolvido pelos vainakh no norte do Cáucaso, em especial na Chechênia e Inguchétia, durante a idade média. As construções são majoritariamente feitas de pedra, e algumas tem mais de 1000 anos de sua construção.

## Torres

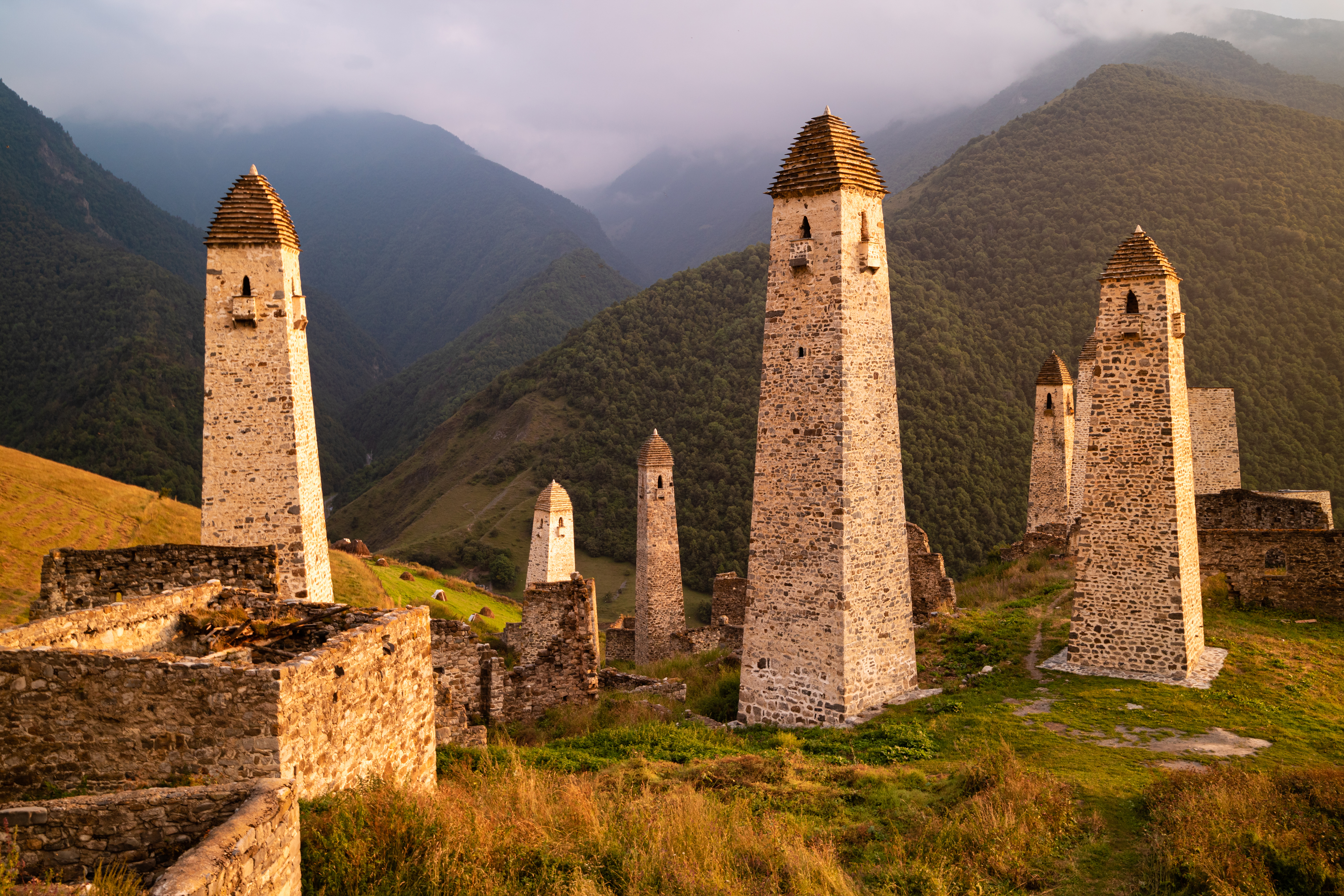
Torres vainakh na Inguchétia

As torres compõem um traço típico da arquitetura chechena, e foram largamente utilizadas com diversas finalidades. Existiam 4 tipos utilizações principais das torres, cada uma apresentando uma estrutura particular: habitação, combate, semi-combate e cerco. As torres de habitação tinham em geral 2 ou 3 andares (alcançando até 12 metros de altura), bases quadradas com lados de 8 metros, e possuíam um pilar central para sustentação. O primeiro andar era utilizado como abrigo para os animais, enquanto os superiores serviam tanto como residência quanto como local de armazenamento. Os andares superiores eram usualmente alcançados com escadas exteriores, e as portas e janelas eram decoradas com gravuras.
As torres de combate eram mais altas porém mais estreitas, com bases quadradas de 4 metros, 4 andares alcançando 16 metros, telhado piramidal, e janelas protegidas para os defensores nos pisos superiores. As entradas ficavam normalmente no segundo ou terceiro andar, permitindo que as escadas fossem recolhidas durante o ataque. Estas eram usualmente encontradas cercadas de torres habitacionais, e só eram ocupadas durante períodos de combate, sendo de uso comunitário. As torres defensivas frequentemente eram decoradas com a cruz de Golgota. Esses 2 tipos de torre eram usualmente construídos próximos, para tornar a resposta mais rápida em caso de um ataque.
As torres de semi-combate misturavam funções, sendo mais altas que as residenciais, mas mais larga que as de combate. As torres de cerco, com entradas afastadas do chão que eram acessíveis por meio de escadas portáteis, eram usadas como santuários durante as vinganças de sangue, fenômeno comum na Chechênia medieval. As torres eram usadas como um sistema de alarme, acendendo fogueiras no topo que eram vistas pelas torres vizinhas.
Durante a guerra do Cáucaso, os soldados russos destruíram diversas torres e construções tradicionais chechenas. Na era soviética, diversas torres foram demolidas para que não servissem de esconderijo para chechenos, e durante as décadas posteriores as torres sofreram danos devido às guerras da Chechênia.

## Mausoléus e templos

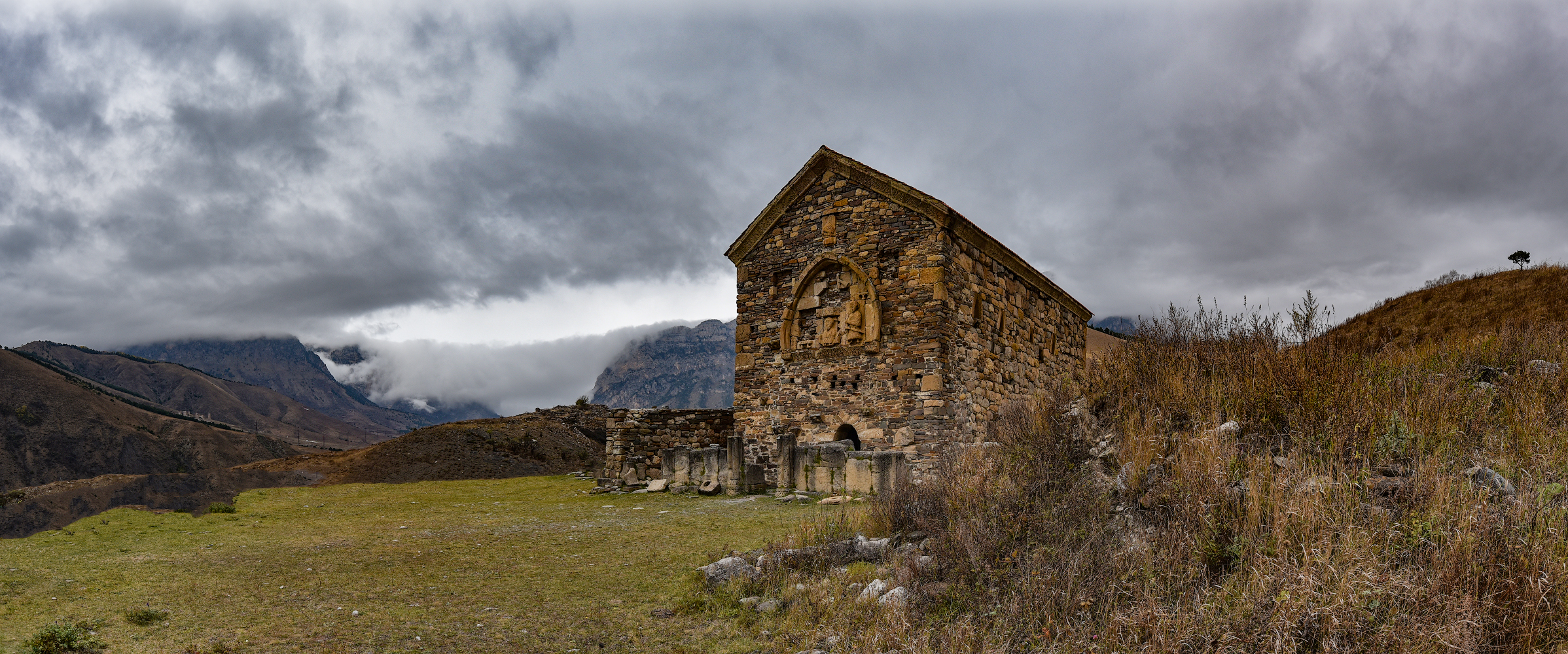
Templo Tkhaba-Yerdi na Inguchétia

Monumentos fúnebres eram particularmente importantes, pois o culto aos ancestrais era comum na região. As criptas eram construídas completamente no subsolo, ou parcialmente, e eram familiares, com cada família possuindo a própria cripta. Necrópoles, localizadas fora dos vilarejos, também eram utilizadas como santuários.
Os templos eram inicialmente apenas pequenos pilares de pedra, com locais para oferendas e velas. Eventualmente, os templos se tornaram mais complexos, e dedicados a deuses específicos, possuindo um eixo leste-oeste. A adoção do islamismo na Chechênia só aconteceu no final da idade média, e com isso diversas mesquitas e construções tiveram influência árabe.

## Organização dos vilarejos

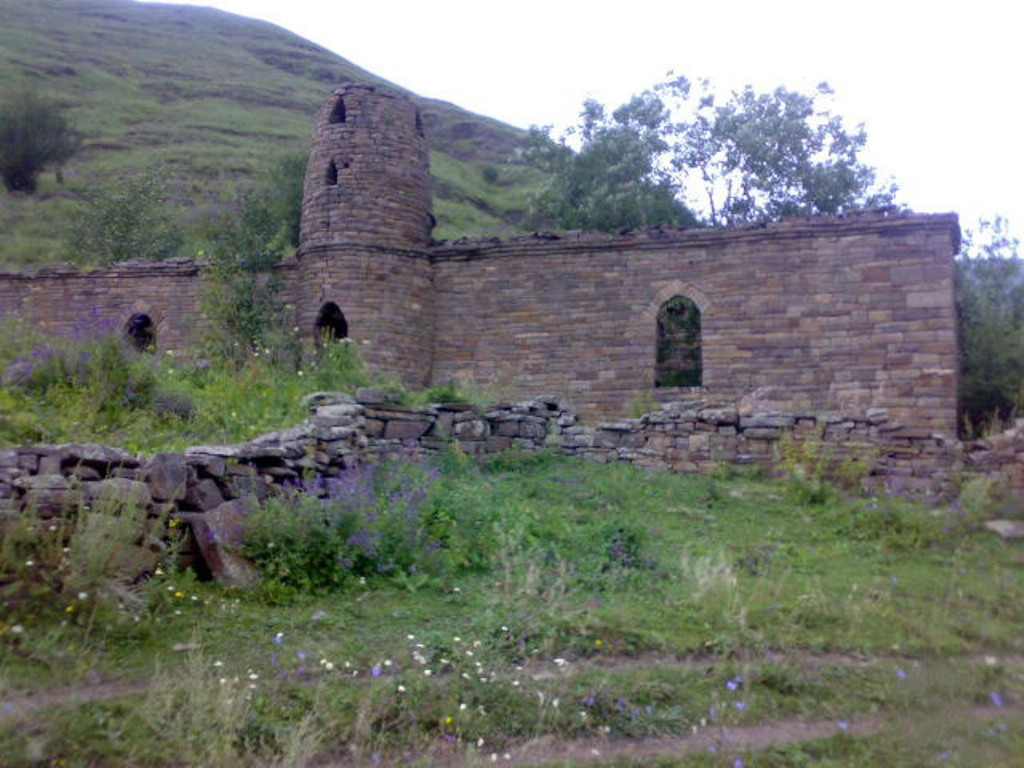
Mesquita na Chechênia

Os castelos, compostos de torres habitacionais e de combate, eram comumente cercados por muros de pedra. A organização dependia fortemente da localização, e era feita considerando a segurança no caso de uma invasão, e a necessidade de terra arável e pastos próximos. As construções eram quase todas de pedra, apesar de que também eram utilizados madeira e argila. Os vilarejos nas montanhas eram construídos ao redor de uma praça central, que usualmente possuía uma mesquita ou um templo, e eram pequenos, com algumas dezenas de famílias em média. Nas regiões mais baixas, os vilarejos eram construídos na proximidade dos rios e de rotas importantes, e chegavam a abrigar centenas de famílias. Estes eram mais organizados, construídos por vezes em formato circular, e possuíam canais e pontes para escoar a produção agrícola.